# Shishmaref
Shishmaref – miasto położone na Wyspie Saryczewa (Alaska) na Morzu Czukockim. Według danych na rok 2020 miasto zamieszkiwało 576 mieszkańców, a gęstość zaludnienia wyniosła 95,08 os./km². Uważa się, że wioska ucierpiała wskutek globalnego ocieplenia. W ciągu ostatnich 50 lat temperatura podniosła się o ponad 4 °C, co spowodowało topnienie zmarzliny tworzącej wyspę. Obecnie, z tego względu, zarządzono jej ewakuację.

## Historia
Wykopaliska z 1821 roku potwierdziły, iż wyspa zamieszkana była od niemal 4000 lat, głównie przez Inupiatów – jedno z plemion Inuitów. W ich kulturze wyspa nosiła nazwę Kigiktaq. Pierwszym badaczem tej wyspy był płk Otto von Kotzebue. To on, w roku 1816, nadał wyspie nazwę Shishmarev na cześć jednego z członków załogi swojego statku. W 1900 ustanowiono na wyspie punkt zasilający kopalnie złota położone na pobliskim półwyspie, a wieś przejęła nazwę od wyspy. Pierwszy urząd pocztowy powstał tu w roku 1901. W 1997 roku wieś nawiedziła burza, podczas której morze pochłonęło około 10 metrów (w głąb) wybrzeża, niszcząc 14 domostw. Obecnie wybrzeże stale się zapada pod wpływem temperatury, według szacunków średnio 3 metry rocznie, a domy mieszkańców są przenoszone w głąb wyspy. Planowano wzniesienie murowanej bariery ochronnej, jednak do tej pory tego działania nie podjęto.

## Geografia

### Położenie
Shishmaref ma całkowitą powierzchnię 18,82 km², w tym 6,06 km² stanowi ląd, a 12,76 km² stanowią wody.

### Klimat
Klimat jest kontynentalny. Średnia temperatura wynosi –7°C. Najcieplejszym miesiącem jest lipiec (+11°C), a najzimniejszym miesiącem jest marzec (–22°C).